# Nastri d'argento 1972
Els Nastri d'argento 1972 foren la 27a edició de l'entrega dels premis Nastro d'Argento (Cinta de plata) que va tenir lloc el 1972.

## Guanyadors

### Millor productor
- Mario Cecchi Gori - pel conjunt de la producció
- Alfredo Bini - pel conjunt de la producció
- Angelo Rizzoli - Per grazia ricevuta
- Euro International Film

### Millor director
- Luchino Visconti - Morte a Venezia
- Elio Petri - La classe operaia va in paradiso
- Damiano Damiani - Confessione di un commissario di polizia al procuratore della repubblica

### Millor director novell
- Alberto Bevilacqua - La Califfa
- Dacia Maraini - L'amore coniugale

### Millor argument original
- Nino Manfredi - Per grazia ricevuta
- Elio Petri e Ugo Pirro - La classe operaia va in paradiso
- Rodolfo Sonego - Detenuto in attesa di giudizio

### Millor guió
- Leonardo Benvenuti, Piero De Bernardi i Nino Manfredi - Per grazia ricevuta
- Giuliano Montaldo, Fabrizio Onofri i Ottavio Jemma - Sacco e Vanzetti
- Elio Petri i Ugo Pirro - La classe operaia va in paradiso

### Millor actor protagonista
- Riccardo Cucciolla - Sacco e Vanzetti
- Gian Maria Volonté - La classe operaia va in paradiso
- Alberto Sordi - Bello, onesto, emigrato Australia sposerebbe compaesana illibata

### Millor actriu protagonista
- Mariangela Melato - La classe operaia va in paradiso
- Giovanna Ralli - Una prostituta al servizio del pubblico e in regola con le leggi dello stato
- Rosanna Schiaffino - La Betìa ovvero in amore, per ogni gaudenza, ci vuole sofferenza

### Millor actriu no protagonista
- Marina Berti - La Califfa (ex aequo)
- Silvana Mangano - Morte a Venezia (ex aequo)
- Paola Borboni - Per grazia ricevuta

### Millor actor no protagonista
- Salvo Randone - La classe operaia va in paradiso
- Lino Toffolo - Il merlo maschio
- Romolo Valli - Morte a Venezia

### Millor actriu debutant
- Rosanna Fratello - Sacco e Vanzetti

### Millor actor debutant
- No fou atorgat
- Ruggero Mastroianni - Scipione detto anche l'Africano
- Nazzareno Natale - Detenuto in attesa di giudizio

### Millor banda sonora
- Ennio Morricone - Sacco e Vanzetti
- Guido De Angelis - Per grazia ricevuta
- Riz Ortolani - Il merlo maschio
- Carlo Rustichelli - Bubù

### Millor fotografia
- Pasqualino De Santis - Morte a Venezia
- Tonino Delli Colli - Il Decameron
- Roberto Gerardi - La Califfa
- Vittorio Storaro - Addio fratello crudele

### Millor vestuari
- Piero Tosi - Morte a Venezia

### Millor escenografia
- Ferdinando Scarfiotti - Morte a Venezia
- Mario Ceroli - Addio fratello crudele
- Danilo Donati - Per grazia ricevuta

### Millor pel·lícula estrangera
- Ken Russell - The Devils
- Bob Rafelson - Five Easy Pieces
- Joseph Losey - El missatger (The Go-Between)

### Millor curtmetratge
- Bruno Bozzetto - I sottaceti

### Millor productor de curtmetratge
- Corona Cinematografica – pel conjunt de la producció

### Certificat de mèrit per a directors de curtmetratges
- Max Massimino Garnier - Ecce Homo
- Fabrizio Palombelli i Carlo Prota – Inquinamento sonoro
- Giuseppe Ferrara - La fabbrica degli angeli